# Petr Korda
Petr Korda (Praag, 23 januari 1968) is een voormalig tennisser uit Tsjechië, die prof werd in 1987. Hij won zijn eerste titel in het dubbelspel in 1987 en zijn eerste enkelspeltitel op het hoogste niveau in 1991.
Petr Korda stond bekend als een zeer getalenteerde tennisser. Zijn wapens zijn een goede eerste service, zijn enkelhandige backhand (stond bekend als een van de beste backhands van zijn generatie) en hij neemt de ballen snel. Verder heeft hij een zeer goede techniek, het ziet er allemaal heel gemakkelijk uit zodat het hem geen moeite lijkt te kosten. Hij deed niet aan krachttraining om zijn natuurlijke slag niet te beïnvloeden. Op mentaal gebied wilde Korda het nog weleens af laten weten, Korda stond daarom in het circuit ook bekend om zijn matige tweede service op cruciale momenten. Ook wilde hij bij een achterstand de kop nog weleens laten hangen.
Korda speelde vier grandslamfinales in zijn carrière: twee in het enkel- en twee in het dubbelspel. In het midden van de jaren 1990 was Korda ver weggezakt op de wereldranglijst, met name door blessureleed – onder meer liep hij een hernia op, waaraan hij succesvol geopereerd is. In 1997 stond hij weer terug aan de top – dit bleek o.a. uit het feit dat hij Pete Sampras in de vierde ronde van het US Open in een thriller van vijf sets en drie tiebreaks versloeg, om in de kwartfinale echter geblesseerd te moeten opgeven. In 1998 begon Korda het jaar goed door het eerste toernooi van het jaar, het toernooi van Doha, te winnen. Ook bij het Australian Open twee weken later bleek weer hoe goed Petr Korda kan tennissen, door Marcelo Ríos (die in maart 98 nummer één van de wereld werd) in de finale met driemaal 6–2 van de baan te slaan. Deze toernooiwinst leverde hem een tweede plaats op de wereldranglijst op, een plaats die hij lange tijd zou bezetten in dat jaar. Met het toernooi van Monte Carlo had hij de kans om nummer één te worden. Als Korda de kwartfinale had gewonnen van Richard Krajicek was hij nummer één geweest. Het scheelde slechts één tiebreak. Het werd 4–6, 7–6 en 6–1 voor Krajicek.
Een paar maanden na zijn memorabele zege in Melbourne werd Korda de eerste tennisser van naam die betrapt werd op het gebruik van doping. Dat gebeurde na een wedstrijd op Wimbledon, toen hij bij een controle betrapt werd op de verboden spierversterker nandrolon. Hij kreeg een jaar later (1999) een schorsing van twaalf maanden en keerde vervolgens niet meer terug in het profcircuit. Op de vergadering van spelersvakbond ATP werd echter door de tweehonderd aangesloten leden besloten af te zien van actie tegen hem.
Zo kwam een voortijdig einde aan de loopbaan van de Tsjech, die in totaal tien titels in het enkelspel won en evenzovele in dubbelspel. Hij sloeg in zijn carrière een bedrag bijeen van 10.448.900 dollar aan prijzengeld.

## Resultaten grandslamtoernooien
| Legenda | Legenda                          |
| ------- | -------------------------------- |
| g.t.    | geen toernooi gehouden           |
| l.c.    | lagere categorie                 |
| –       | niet deelgenomen                 |
| G       | uitgeschakeld in de groepsfase   |
| 1R      | uitgeschakeld in de eerste ronde |
| 2R      | uitgeschakeld in de tweede ronde |
| 3R      | uitgeschakeld in de derde ronde  |
| 4R      | uitgeschakeld in de vierde ronde |
| KF      | uitgeschakeld in de kwartfinale  |
| HF      | uitgeschakeld in de halve finale |
| F       | de finale verloren               |
| W       | het toernooi gewonnen            |
| w-v     | winst/verlies-balans             |

### Enkelspel
| Toernooi        | 1988 | 1989 | 1990 | 1991 | 1992 | 1993 | 1994 | 1995 | 1996 | 1997 | 1998 | 1999 |
| --------------- | ---- | ---- | ---- | ---- | ---- | ---- | ---- | ---- | ---- | ---- | ---- | ---- |
| Australian Open | –    | –    | 2R   | 2R   | 1R   | KF   | 1R   | 3R   | 1R   | 1R   | W    | 3R   |
| Roland Garros   | 2R   | –    | 2R   | 2R   | F    | 2R   | 1R   | 1R   | 3R   | 4R   | 1R   | 2R   |
| Wimbledon       | 3R   | –    | 1R   | 1R   | 2R   | 4R   | 2R   | 4R   | –    | 4R   | KF   | –    |
| US Open         | 1R   | –    | 2R   | 1R   | 1R   | 1R   | –    | KF   | 3R   | KF   | 1R   | –    |

### Mannendubbelspel
| Toernooi        | 1987 | 1988 | 1989 | 1990 | 1991 | 1992 | 1993 | 1994 | 1995 | 1996 | 1997 |
| --------------- | ---- | ---- | ---- | ---- | ---- | ---- | ---- | ---- | ---- | ---- | ---- |
| Australian Open | –    | –    | –    | 2R   | 1R   | 2R   | 1R   | 3R   | HF   | W    | 2R   |
| Roland Garros   | 1R   | 2R   | 2R   | F    | 2R   | KF   | HF   | –    | 1R   | 3R   | 3R   |
| Wimbledon       | –    | 1R   | –    | 2R   | 2R   | 1R   | –    | –    | –    | –    | –    |
| US Open         | –    | –    | 3R   | 2R   | 3R   | 1R   | –    | –    | 3R   | 1R   | 1R   |

## Privé
Jessica Korda, dochter van Petr Korda en Regina Rajchrtová, is golfprofessional en speelt op de Amerikaanse LPGA Tour waar zij in 2014 twee toernooien won. Haar zus Nelly Korda speelt ook professioneel golf. Hun broer Sebastian Korda is een professioneel tennisser die het juniorentoernooi van het Australian Open in 2018 won.